# Палицын, Иван Осипович
Ива́н О́сипович Пали́цын (чеш. Jan Palice; 19 ноября 1868, Влиневес, Королевство Богемия — 3 июня 1931, Свердловск) — русский, советский дирижёр чешского происхождения, педагог; Заслуженный артист Республики (1925), Герой Труда (1925).

## Биография
Окончил Киевскую 2-ю гимназию и музыкальное училище (класс скрипки О. Шевчика). В 1890 окончил медицинский факультет Московского университета; в период обучения играл в студенческих квартетах и был вторым дирижёром оркестра, руководимого М. Эрдмансдёрфером.
В 1887—1896 годах возглавлял труппу Саратовского оперного театра. Затем работал дирижёром Казанско-Саратовского оперного товарищества (1897—1901), Киевского театра (1901—1906), Оперного театра Зимина (Москва, 1906—1913). Выступал и в других городах (Харьков, Баку и пр.), в том числе в Одессе, где на протяжении нескольких сезонов (до 1917 года) дирижировал вагнеровским циклом. В 1917—1923 годы дирижировал в Киеве, одновременно преподавал в Киевской консерватории.
С 1924 года — дирижёр Свердловского театра оперы и балета; одновременно преподавал в оркестровом и оперном классах музыкального училища.
Под его управлением состоялись российские и советские премьеры опер:
- «Дон Карлос» Дж. Верди (на русском языке; 1895, Казанский театр)
- «Наваррьянка» Ж. Массне (на русском языке; 1895, Казанский театр)
- «Сестра Беатриса» А. Т. Гречанинова (1912, Оперный театр Зимина)
- «Флорентийская трагедия» Б. К. Яновского (1914, Одесский городской театр)
- «Овод» В. Н. Трамбицкого (1929, Свердловский театр оперы и балета)
- «Прорыв» С. И. Потоцкого (1929, Свердловский театр оперы и балета)[2][3].

Выступал с симфоническими концертами.
Умер скоропостижно на сцене (открытая эстрада Свердловского сада имени Вайнера) от разрыва сердца после исполнения увертюры «Тангейзер». Похоронен 7 июня 1934 года на Михайловском кладбище Свердловска, позднее захоронение было перенесено на Широкореченское кладбище.

### Семья
Отец — Иосиф (Иозеф) Иванович Палице (? — 1902); в 1868 году переехал с семьёй в Россию и в 1872 принял русское подданство; с 1882 года — скрипач в оркестре Большого театра (Москва).
- сестра — Анна Осиповна Палице (? — 1935), оперная певица (сопрано)[3][7];
- младший брат — Антон Палице (? — 1914), юрист по образованию, виолончелист симфонических и оперных оркестров Москвы, дирижёр Большого театра (1909—1913)[3].

Двоюродный брат — Теодор (Богдан) Палице (1868—1916), виолончелист, пианист, дирижёр, педагог и композитор, работал в Одессе, Астрахани и других городах России.

## Отзывы
… дирижёр Иван Осипович Палицын. Чех по национальности, врач по образованию, он был к тому же тонким музыкантом и удивительно приятным человеком. Необычайно тактичный, деликатный, мягкий в общении, он умел делать замечания, не ущемляя самолюбия артиста. Имел огромный практический опыт (он работал до Харькова во многих крупных оперных театрах России, а с 1906 года — в опере Зимина в Москве). Палицын умел находить нити, которые связывали одну творческую индивидуальность с другой, создавал прекрасные ансамбли, отличавшиеся цельностью трактовки.— Марк Рейзен

## Награды
- Заслуженный артист Республики (1925)[2][3]
- Герой Труда (1925)[3]